# Olyckan på Ramstein Air Base
Olyckan på Ramstein Air Base inträffade den 28 augusti 1988 på Ramstein Air Base i Tyskland under flyguppvisningen Flugtag '88. 67 åskådare och tre piloter dödades och 1 000 skadades, varav 346 svårt, när tre flygplan kolliderade med varandra och ett havererade bland publiken.
Tio Aermacchi MB-339 från italienska flygvapnets Frecce Tricolori höll på att visa upp formationen 'genomträngt hjärta' (italienska: Cardioide). När de två hjärtformande grupperna passerade varandra kolliderade det 'genomträngande' planet med två andra, och slog i marken vid en glasskiosk där många åskådare hade samlats i värmen. Det andra flygplanets pilot hann utlösa sin katapultstol innan hans plan slog ner på basens MEDEVAC UH-60 Black Hawk och dödade dess besättning. Hans fallskärm hann inte utlösas, så han slog i marken och dödades. Det tredje planet slogs sönder i kollisionen och delar av det spreds längs landningsbanan.

### Bilder
- Robert-Stetter.de
- Ramstein-1988.de
- Ramstein-Airbase-Katastrophe.de